# Magnetón nuclear
El magnetón nuclear ({\displaystyle \mu _{\mathrm {N} }}), es una constante física de momento magnético, definida por:
| Símbolo                             | Nombre                       | Valor               | Unidad |
| ----------------------------------- | ---------------------------- | ------------------- | ------ |
| {\displaystyle \mu _{\mathrm {N} }} | Magnetón nuclear             | 5.05078324(13)E-27  | J / T  |
| {\displaystyle e}                   | Carga eléctrica elemental    | 1.602176487(40)E-19 | C      |
| {\displaystyle \hbar }              | Constante de Planck reducida | 1.054571817E-34     | J s    |
| {\displaystyle m_{\mathrm {p} }}    | Masa en reposo del protón    | 1.672621898E−27     | kg     |

El magnetón nuclear es una unidad natural para expresar los momentos dipolares magnéticos de partículas pesadas tales como nucleones y núcleos atómicos.
Debido al hecho que los neutrones y protones consisten de quarks y, realmente, no son partículas de Dirac, sus momentos magnéticos difieren del magnetón nuclear ({\displaystyle \mu _{\mathrm {N} }}):
{\displaystyle \mu _{\mathrm {p} }=2.793\ \mu _{\mathrm {N} }}
{\displaystyle \mu _{\mathrm {n} }=-1.913\ \mu _{\mathrm {N} }}
Por el contrario, el momento dipolar magnético del electrón, el cual es mucho mayor como consecuencia de una mayor relación masa carga, se suele expresar en las unidades del magnetón de Bohr ({\displaystyle \mu _{\mathrm {B} }}), el cual es calculado en la misma forma, utilizando la masa del electrón. El resultado es mayor que el magnetón nuclear ({\displaystyle \mu _{\mathrm {N} }}) por un factor igual a la razón de la masa del protón a la masa del electrón, o alrededor de 1836.